# Inondazione di San Felice
L'inondazione di San Felice (in olandese Sint-Felixvloed), avvenuta il 5 novembre 1530, interessò le zone costiere del Mare del Nord in seguito ad una mareggiata che colpì le coste degli attuali Paesi Bassi e Belgio e, in particolare, della foce della Schelda. Prende il nome da San Felice di Valois, festeggiato il 5 novembre. L'inondazione causò l'allagamento di vasti territori e la morte di un numero stimato di 100 000 persone.
Le zone interessate furono le aree costiere delle Flandre e, soprattutto, della Zelanda nelle isole di Noord-Beveland, Zuid-Beveland e Schouwen-Duiveland. La regione a est di Yerseke, conosciuta col nome di Oost-Watering, fu completamente sommersa. La città di Reimerswaal, che si trovava a una quota leggermente superiore delle aree circostanti, si trovò circondata dalle acque in un isolotto e diciotto villaggi che la circondavano furono spazzati via dalla furia delle acque. 
Alcuni territori rimasero per sempre sommersi e la ripresa dell'area fu lenta; il primo polder fu prosciugato nel Noord-Beveland quasi 70 anni dopo l'inondazione.